# Mountain men

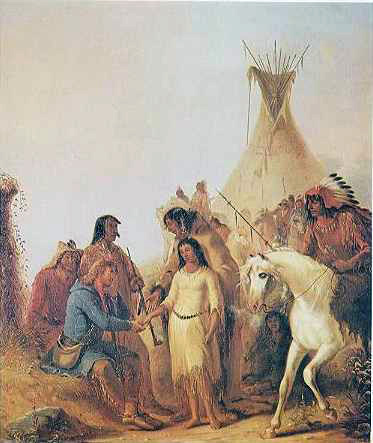
"Trappers Bride". Målning av Alfred Jacob Miller 1837.

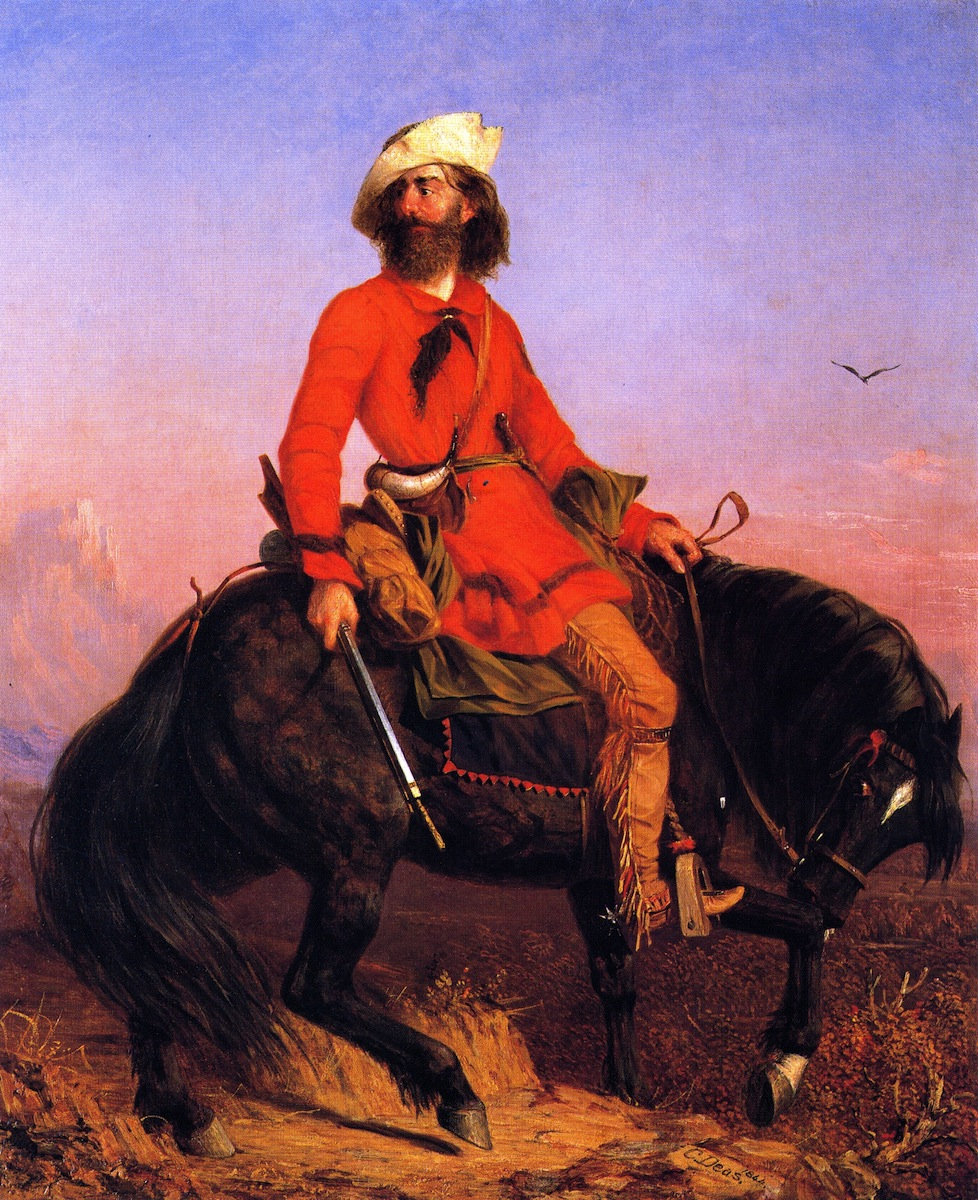
"Long Jakes; The Rocky Mountains Man". Målning av Charles Deas 1844.

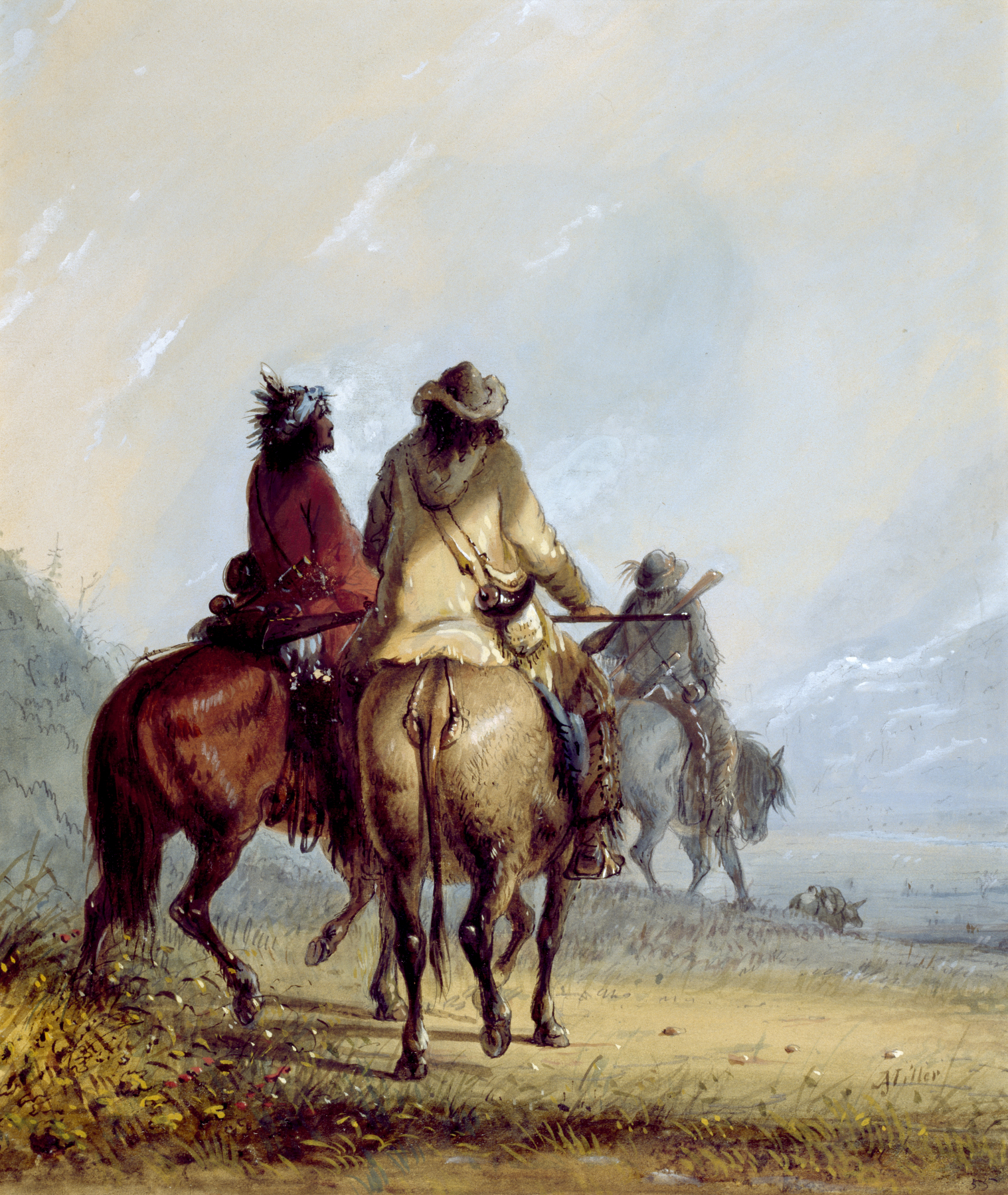
Trappers på väg till bäverfångsten.

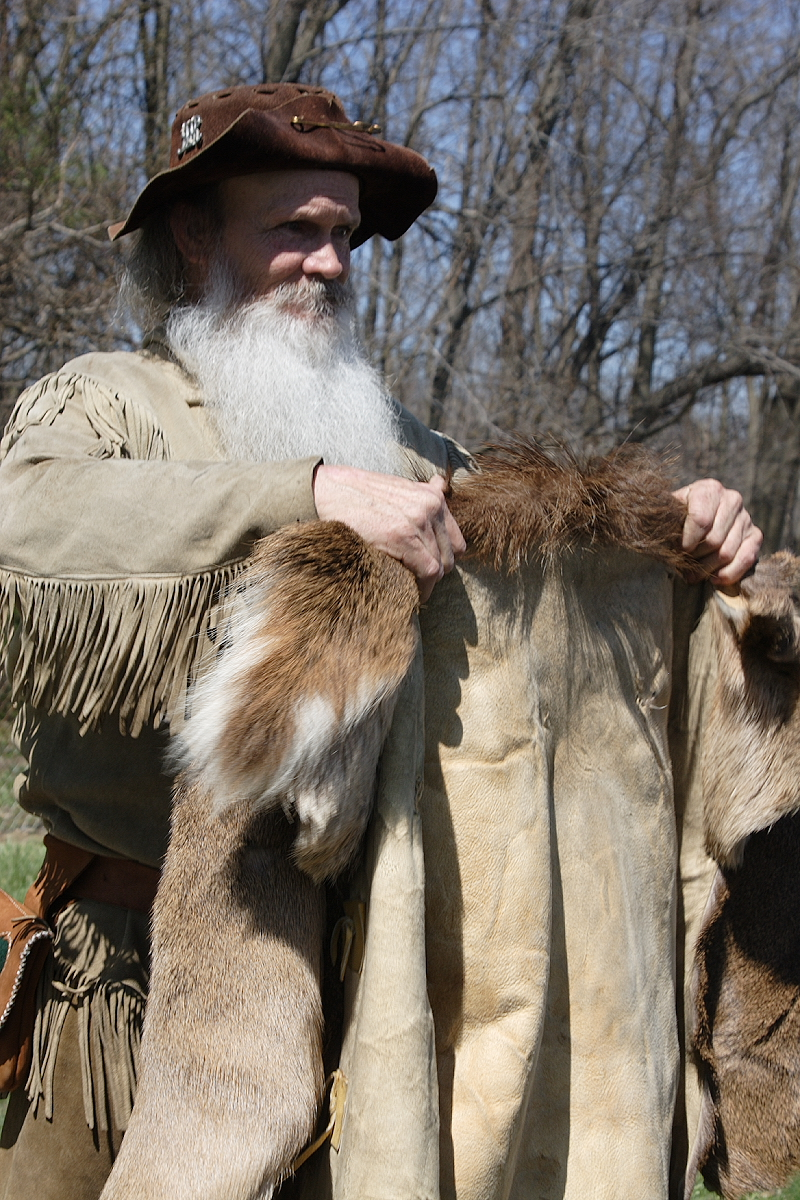
Mountain man - historiskt återskapande.

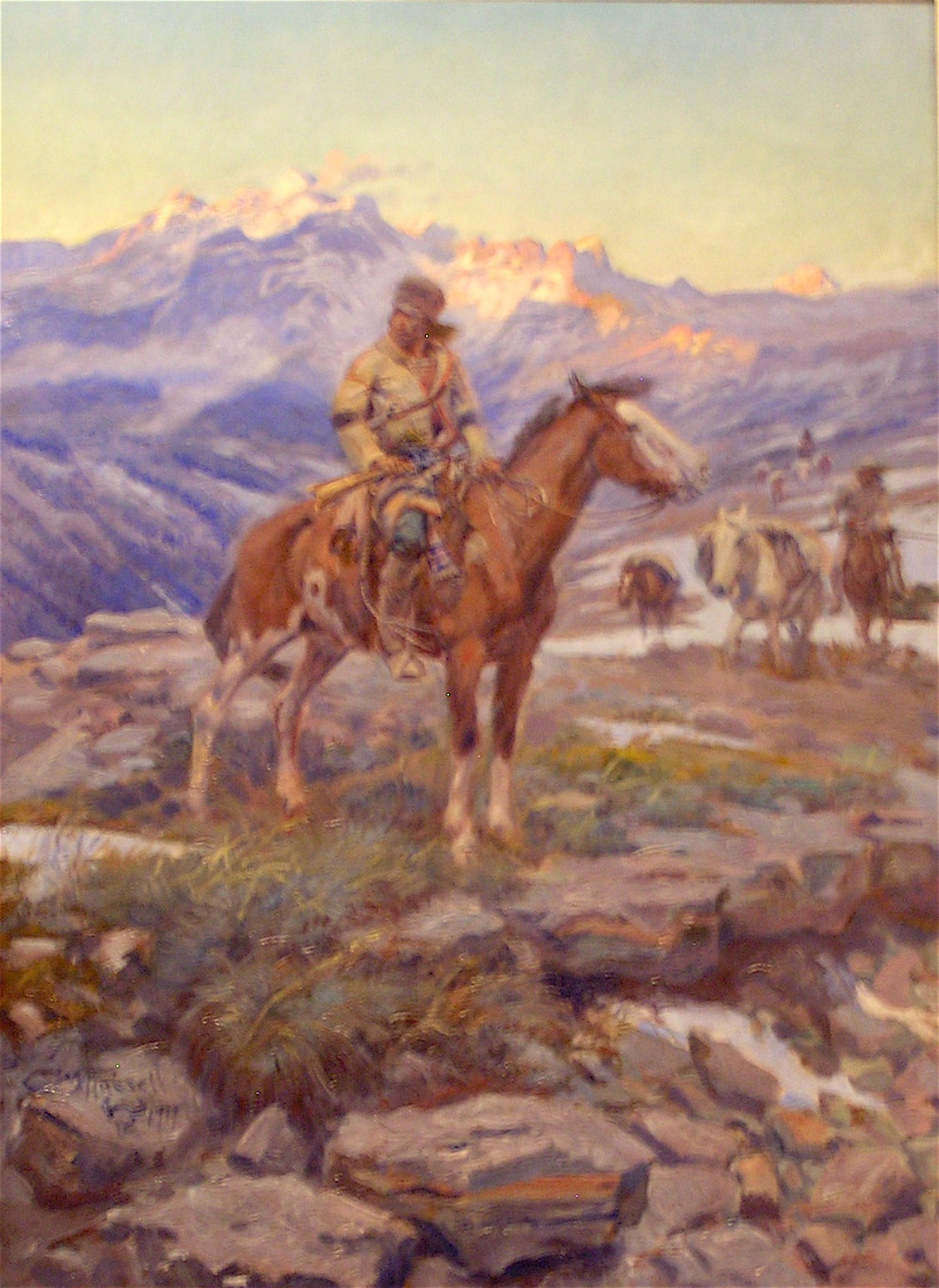
En fri trapper var en pälsjägare som inte var anställd av ett bolag.

Mountain men (svenska. 'bergsmän'), var de trappers (pälsjägare), som var verksamma i Klippiga bergen under 1800-talets första hälft. 

## Hur det började
Efter att Lewis och Clarks expedition i det nyinköpta Louisiana-territoriet återvänt till St. Louis 1806 spreds ryktet om stora bävertillgångar längs den övre Missourifloden och i Klippiga Bergens dalar. Lewis och Clarks expedition hade till och med lämnat efter sig en man i syfte att just jaga bäver. Hans namn var John Colter. John Colter var en av de första pälsjägare som kan kallades för "mountain man". 
Då Colter återvände till St.Louis 1807 blev han snabbt anställd bland annat som vägvisare av Manuel Lisa, som därefter gjorde en mängd expeditioner upp längs Missourifloden i syfte att jaga, men framför allt för att idka byteshandel med indianerna. År 1809 grundade Manuel Lisa tillsammans med bland andra Andrew Henry St.Louis Missouri Fur Company. 
År 1822 sökte William H. Ashley tillsammans med Andrew Henry hundra "företagsamma unga män … för att följa Missourifloden till dess källa". Med på denna expedition fanns bland andra Jedediah Smith.

## Rendezvous-eran
Efter Arikarakriget var den traditionella vägen längs Missourifloden avstängd för Ashley och hans män. Norrut låg Hudson's Bay Companys och österut American Fur Companys respektive områden; företag som båda skulle visa sig vara för mäktiga för Ashleys företag. Den enda väg som återstod var landvägen rakt västerut. Jedediah Smiths återupptäckt av South Pass 1824 (Astorianerna nosade på den redan 1812), förenklade resan in i centrala Klippiga bergen avsevärt. Denna förkortade resväg i kombination med den förspillda jakttid som gick åt för att ta sig till närmsta handelsstation eller St. Louis gjorde det förslag Ashley kom med genialt. Istället skulle bergsmännen stanna kvar och jaga i bergen hela hösten, övervintra på lämplig plats och sedan påbörja vårjakten så fort isarna smält, för att sedan under sommaren träffas och fylla på förnödenheterna på ett så kallat "Rendezvous"(1825-1840). 
Rendezvous-systemet gjorde det i högre grad möjligt för trappers att jaga bäver utan att ha någon anställning. Dessa så kallade "fria trappers" kunde vid nästkommande rendezvous sälja sin fångst till högstbjudande bolag till skillnad från bolagsmännen som var bundna genom sina anställningar. Det var dessa fria trappers som startade den tävlingshysteri som uppstod mellan pälsbolagen under början av 1830-talet. Alla ville få så stor del av den fria trapperns fångst som möjligt, vilket innebar att man måste vara först på plats. 
Den ca 2000 km långa resan från St. Louis till bergen tog ofta runt två månader. Varorna förflyttades med häst eller mulåsna och under de sista åren även med vagn. 
Rendezvous började ganska snart spela en viktig roll i bergstrappernas liv, både av rent materiella men även av sociala skäl. Trots att myten om den ensamme pälsjägaren i bergen snarare baseras på undantag än vad som var vanligt förekommande var det viktigt att kunna träffa vänner som man inte sett på kanske ett eller två år. Fylla, sex, spel och slagsmål bidrog till den unika stämning som uppstod då trappers och indianer från bergen samlades.

## Pälsbolagen
De pälsbolag som kan ses som dominerande för rendezvous-eran var Ashley och Henrys företag som efter ett par omorganisationer och ägarbyten kallades för Rocky Mountain Fur Company (RMF). Deras främsta konkurrenter var den västra förgreningen av John Jacob Astors American Fur Company (AFC) som redan dominerade pälshandeln längs med övre Missourifloden, samt det berömda Hudson's Bay Company (HBC)som var väl etablerade norr och väster om bergen. 
Under slutet av 1820-talet, efter påtryckningar och inbjudan av trappers som var missnöjda med RMF:s monopolpriser gav sig även AMF upp i bergen. En kamp som slutligen avgjordes 1834 då AMF köpte upp sin konkurrent. Marknaden för bäverskinn var då redan skakig. Men AMF höll trots detta traditionen med årligt rendezvous vid liv fram till 1840.
Ett antal mindre och mer kortlivade företag försökte få sin del av kakan, däribland Nathaniel Wyeths Columbia Fishing & Trading Company, Benjamin Bonneville, Gant & Blackwell m.fl.

## Livet som Mountain Man
Trapperns och bergsmannens sätt att leva var hårt och de riskerade alltid att dö av svält, vattenbrist och köld. De kunde även bli attackerade av indianer och rovdjur. Majoriteten var trots legenden om den ensamma fria trappern anställda hos något av de två dominerande pälsbolagen. Där färdades de i stora så kallade brigader, vilka sedan delades upp i grupper och slutligen jaktpar. 
I brigaderna fanns även en mängd andra yrkesgrupper, bland annat så kallade "camp-keepers" som fick laga mat, flå och fläska de bäverpälsar trappern släpade in. Jägare blev utsedda för att förse lägret med mat, favoritmaten var ofta fet bisonko. 
De stora brigaderna gjorde det möjligt att ta sig in även i fientliga indianers områden. Den stam som stod för absolut flest attacker var de ökända Svartfotsindianerna. Andra stammar sågs som allierade, då framför allt Flathead- och Shoshoner.
De huvudsakliga jaktsäsongerna var vår och höst. Våren var ofta bäst jakttid för då hade djuren fortfarande den mjuka vinterpälsen kvar. Vårjakten höll på tills pälskvaliteten blev sämre och i mitten av sommaren samlades alla fria trappers och bolagsmän åter på rendezvous där pälsarna såldes och de fyllde på förråden av till exempel krut och andra förnödenheter.
När vintern kom frös floderna och trappern gick i vintervila. De blev ofta uttråkade under den långa vintervilan. Därför höll man livliga diskussioner, vissa bytte till sig böcker och försökte lära sig läsa och när våren kom kunde de oftast läsa. Detta fenomen kallades av trappern Osborne Russell (1814-1892) för Rocky Mountain College. Vissa fick även smak för det behagliga klimatet i sydväst där Taos blev pälsjägarnas favorittillhåll. Taos var för övrigt även det en viktig utgångspunkt likt St. Louis; dessa trappers kallades gemensamt Taos-trappers.

## En Mountain Mans utrustning
Samme Osborne beskrev inför vårjakten 1838 då han ingick i Jim Bridgers brigad att "En trappers utrustning vid sådana tillfällen är vanligtvis ett djur [häst/mula] på vilket man placerar en eller två sadelfiltar av buffelhud, en sadel och ett huvudlag, en säck innehållandes sex bäverfällor, en filt med ett extra par mockasiner, hans kruthorn och jaktväska med ett bälte vid vilket är fäst en slaktkniv, en liten träbehållare för bete till bävern, en tobakspåse med en pipa och utrustning för att göra upp eld, ibland med en yxa fäst vid hornet av hans sadel. Hans personliga klädsel består av en flanell- eller bomullsskjorta (om han har turen att få tag i en, om inte får antilopskinn svara för både över- och underskjorta), ett par knäbyxor av läder med leggings av filt- eller rökt buffelskinn, en rock gjord av filt eller buffelpäls, en hatt eller mössa av ylle, buffel- eller utterskinn, hans strumpor består av filtbitar virade kring fötterna vilka täcks av ett par mockasiner gjorda av berett hjort-, wapiti-, eller buffelskinn. Hans långa hår som faller löst ner över hans axlar färdigställer hans uniform."

## Rendezvous-erans slut
Vid 1840 hade bävern så gott som utplånats, bisonstammen i bergen var redan kraftigt påverkad av överjakt, och efterfrågan på bäverskinn minskats och därmed priserna sjunkit i botten. American Fur Company skickade detta år en sista karavan med varor till rendezvous.
Efter detta valde vissa att helt lämna bergen och andra att fortsätta jaga. Andra blev eftertraktade guider till den våg av nybyggare som började strömma mot Kalifornien och Oregon. Vissa engagerade sig i indianfrågan, och andra blev bönder i de nya kolonierna i väst.
Några av de mest berömda bergsmännen var Jedediah Smith, Jim Bridger, Joe Walker, William Sublette, Milton Sublette, Kit Carson, Joe Meek, Thomas Fitzpatric, Robert Campbell och Hugh Glass.

## Svenska Mountain Men
I litteraturen nämns en man med smeknamnet "Cross Eagle" som en svensk som tillbringat många år i bergen. Mannen bakom namnet lär ha varit en svensk adelsättling vid namn Hjalmar Adlercreutz där det tyskklingande efternamnet betyder just 'örnkors' (Eng: eagle cross).